# IC 1150
IC 1150 је ознака објекта на координатама са ректансцензијом 15h 58m 18,0s и деклинацијом + 15° 52" 30'. Открио га је Стефан Жавел, 10. јула 1891. Каснијим посматрањима на том положају није уочен никакав астрономски објекат.